# Aminatta Forna
Aminatta Forna (Bellshill, Escocia,1964) es una escritora escocesa de origen sierraleonés. Es autora de un libro de memorias,The Devil That Danced on the Water: A Daughter's Quest, y cinco novelas: Ancestor Stones (2006), The Memory of Love (2010), The Hired Man (2013),Happiness (2018), The Window Seat (2021). Su novela The Memory of Love recibió el premio Commonwealth Writers 'Prize al "Mejor libro" en 2011, y también fue preseleccionada para el Orange Prize for Fiction .
Además es Oficial de la Orden del Imperio británico.

## Biografía
Aminatta Forna nació en Escocia pero su padre era de Sierra Leona, Mohamed Forna, y de madre escocesa, Maureen Christison. Cuando Forna tenía seis meses, la familia viajó a Sierra Leona, donde Mohamed Forna trabajaba como médico. Más tarde se involucró en la política y entró en el gobierno, aunque pronto renunció a su cargo alegando el aumento en la política de la corrupción. Entre 1970 y 1973 fue encarcelado y declarado preso de conciencia por Amnistía Internacional. En 1975  fue ahorcado por traición. Los acontecimientos de la infancia de Forna y la investigación  que llevó a cabo sobre la conspiración que rodeó a la muerte de su padre son el tema de las memorias The Devil that Danced on the Water. El trauma de la muerte de su padre es un factor que contribuye al tema común del trauma psicológico en muchas de sus novelas.
Forna estudió derecho en el University College London y fue Harkness Fellow en la Universidad de California, Berkeley . En 2013 asumió un puesto como profesora de escritura creativa en Bath Spa University .
Entre 1989 y 1999 trabajó para la BBC, tanto en radio como en televisión, como reportera y documentalista en las esferas del arte y la política.También es conocida por sus documentales sobre África, Through African Eyes (1995), Africa Unmasked (2002)  y The Lost Libraries of Timbuktu (2009). Es miembro de la junta del Royal National Theatre y fue miembro del jurado del Premio Internacional  Booker 2013. Es fundadora del proyecto The Rogbonko Project, una organización benéfica que comenzó con una iniciativa para construir una escuela en una aldea de Sierra Leona. Aminatta Forna está casada con el diseñador de mobiliario Simon Westcott y viven en del sur este de Londres.
Forna es catedrática profesora de escritura creativa en la Universidad de Bath Spa y, hasta hace poco, fue profesora visitante distinguida de Sterling Brown en Williams College en Massachusetts . Actualmente es visitante de la cátedra Lannan de poética en la Universidad de Georgetown en Washington D. C. .
Ganó el 2014 Premio Windham de Literatura del Campbell (ficción). Forna fue nombrada Oficial de la Orden del Imperio Británico (OBE) en 2017 por sus servicios a la literatura. Es además miembro de la Royal Society of Literature, forma parte del comité asesor del Royal Literary Fund y del Premio Caine de Escritura Africana, ha sido juez en varios paneles de premios de alto perfil, incluido el Premio de ficción para mujeres Baileys. Defiende el trabajo de diversos autores emergentes. En marzo de 2019, su libro Happiness fue preseleccionada para el Premio de Literatura Europea, y en abril de 2019 fue preseleccionada para el Premio Ondaatje de la Royal Society of Literature (RSL) y para el Premio Jhalak

## Obras
El trabajo de Forna, tanto de ficción como de no ficción, se ocupa del preludio y las secuelas de la guerra, la memoria, el conflicto entre narrativas privadas e historias oficiales, y examina cómo la acumulación gradual de pequeños actos de traición aparentemente insignificantes encuentra expresión en su totalidad. En su ficción, emplea múltiples voces y líneas de tiempo cambiantes.

### The Devil that Danced on the Water, (HarperCollins, 2002)
The Devil That Danced on the Water: A Daughter's Quest. Grove Press. 18 de diciembre de 2003. ISBN 978-0-8021-4048-7.
Fue su primer libro y recibió aclamación en el Reino Unido como en los EE.UU. Retransmitido en la BBC Radio fue finalista del premio Samuel Johnson del Reino Unido en la categoría de no-ficción en 2003. Estas memorias hablan del asesinato de su padre, Mohamed Forna, cuando fue arrestado por la policía secreta estatal y  ejecutado un año más tarde. La rabia y tristeza de este acontecimiento traumático se deja sentir a través de la escritura de Forna.

### Ancestor Stones, (Bloomsbury, 2006)
Ancestor Stones. Atlantic Monthly Press. 14 de agosto de 2006. ISBN 978-0-87113-944-3.
Este es el segundo libro publicado y la primera novela de Forna, con el ganó el premio Hurston-Wright Legacy Award  en los Estados Unidos y el Liberaturpreis en Alemania. Además fue nominado para el Premio Literario Internacional de Dublín. El Washington Post nombró a Ancestor Stones como uno de los libros más importantes de 2006. En 2007, la revista Vanity Fair nombró a Forna como una de los mejores escritoras nuevas de África.

### The Memory of Love (Bloomsbury, 2010)
The Memory of Love. Bloomsbury. April 2010. ISBN 978-1-4088-0813-9.
Ganadora del premio Commonwealth Writers 'Prize Best Book Award 2011, fue descrita por los jueces como una novela audaz, profundamente conmovedora y lograda y a Forna como "uno de las escritoras más talentosas de la literatura actual". The Memory of Love también fue preseleccionada para el International Dublin Literary Award 2012, el Orange Prize for Fiction 2011 y el Warwick Prize for Writing . El libro fue el tema del programa Bookclub de BBC Radio 4, en discusión entre Forna y James Naughtie.

### Girl Rising (dirigido por Richard Robbins)
Forna fue una de las 10 escritoras que contribuyeron a 10x10 Girl Rising .  La película cuenta las historias de diez niñas de diez países en desarrollo. Las historias de las niñas están escritas por 10 escritores aclamados y narradas por 10 actrices de clase mundial, incluidas Meryl Streep, Anne Hathaway, Freida Pinto y Cate Blanchett . La película se estrenó en el Festival de Cine de Sundance en enero de 2013. Forna escribió a través de la lente de Mariama, una mujer inteligente que estudia ingeniería en la universidad y se esfuerza por extender la oportunidad de educación a las niñas. Sus modelos a seguir también son defensores de la educación, incluida Sia Koroma, quien es la primera dama de Sierra Leona.

### The Hired Man (Bloomsbury, 2013)
The Hired Man. Bloomsbury. March 2013. ISBN 978-1-4088-1877-0.
Su tercera novela se publicó en el Reino Unido en marzo de 2013. Los críticos elogiaron la investigación forense de Forna y su capacidad para evocar atmósfera, lugar, ritmo, precisión, emociones poderosas, caracterizaciones y atmósfera. En los Estados Unidos, The Boston Globe declaró que "desde Remains of the Day un autor no ha revelado tan hábilmente la forma en que las capas de la historia son a menudo invisibles para todos, excepto para sus participantes, que hacen lo que deben para sobrevivir".

### Happiness (Bloomsbury, 2018)
Happinness, Atlántico Mensual, March 2018.  ISBN 978-0-8021-2755-6
Su cuarta novela publicada en los EE. UU. en marzo de 2018 y en el Reino Unido en abril de 2018, explora temas de amor, trauma, migración y pertenencia, el conflicto entre la naturaleza y la civilización, y cómo las experiencias de múltiples capas pueden aumentar la resiliencia. El psiquiatra Dr. Attila Asara de Ghana y Jean Turane de América se conocen por casualidad y crecen a partir de su nueva relación. Uno de los principales argumentos de Atila en la novela es que la gente trata de vivir una vida "sin arrugas", aunque Atila sostiene que uno debe vivir con incomodidad para vivir una vida plena. Attila compara a los supervivientes de traumas con los zorros de Turane: los zorros intentan burlar a los humanos, mientras que los supervivientes de traumas son más astutos que el daño que sufrieron para tratar de mantener una vida normal. Happiness ha aparecido en varias listas de lecturas recomendadas, incluidas BBC Culture, The Root, The Guardian, Irish Times, e i News .
El Star Tribune describió a Happiness como "un jugador de dos manos muy concentrado". La revisión de Happiness del Financial Times decía: "Forna es una persona que toma riesgos, una escritora que no se abstiene de abordar grandes temas". The Washington Post describió a Forna como una escritora "sutil y sabia" capaz de incorporar "materia de peso en su boyante creación con un toque sublimemente delicado", mientras que The Seattle Times escribió:

"La prosa de Forna es precisa... deslumbrante en su claridad "

Kirkus Reviews, que presenta al autor en su portada, escribió: "Sencillo pero penetrantemente empático, el último de Forna explora el instinto, la resiliencia y la complejidad de la coexistencia humana, reafirmando su reputación de capacidad y perspectiva excepcionales". Notas de la revisión del The Sunday Times: 

"Círculos de Forna. . . Su camino nunca es recto, se dobla hacia atrás, se cruza... se acerca al pensamiento desde ángulos elípticos, aportando momentos de sorprendente claridad. Este paseo nunca es aburrido "

Alex Preston, de The Observer , escribió sobre Happiness: 

"Es como si el autor tuviera acceso privilegiado a múltiples esferas de la existencia, aprendiendo los lenguajes secretos de cada una".

Al revisar Happiness en The Guardian, Diana Evans escribió que "se construye en resonancia más allá de la página final". En The Spectator, Kate Webb escribió sobre Happiness:

"La novela penetrante e interrogativa de Forna... registra cambios tectónicos que tienen lugar en el mundo y nos provoca a pensar de nuevo sobre la guerra y lo que tomamos por paz y felicidad ".

Happiness apareció en numerosos resúmenes internacionales de finales de 2018 como uno de los mejores libros del año, incluidos Kirkus Reviews, The Guardian del Reino Unido, y The Sunday Times de Sudáfrica.
Happiness fue seleccionada para el Premio de Literatura Europea en marzo de 2019 y preseleccionada tanto para el Premio Ondaatje de la Royal Society of Literature (RSL) como para el Premio Jhalak en abril de 2019.

### The Window Seat (Black Cat, 2021)
En diciembre de 2020, en una entrevista con Maaza Mengiste publicada por LitHub, Forna reveló la portada y anunció que una colección de ensayos llamada The Window Seat se publicaría en mayo de 2021.
LitHub fue uno de los libros más esperados de 2021, la Revista de Harper  escribió:

"Con esta colección, que demuestra un ensayista que obliga también, su voz directa, lúcido, y sin miedo. Todas las piezas son agradables y, a menudo, sorprendentes, aunque sean bastante ligeras. Pero los más importantes son memorables, incluso inolvidables. Ellos hábilmente se sitúan entre lo personal y lo político".

El The Boston Globe destacó el "excelente dominio de Forna sobre el lenguaje y la vida", y destacó también "sus anécdotas vívidas y agudamente observadas [que] hacen que su tendencia a la esperanza sea aún más reconfortante".
La revista Time seleccionó The Window Seat como uno de los doce libros "imprescindibles" en mayo de 2021. The Washington Independent Review of Books describió The Window Seat como "una colección que desafía las convenciones. Puede que sea la lectura perfecta después de una pandemia y Forna la escritora ideal después de una pandemia ".
Los Angeles Times destacó la capacidad de Forna para entretejer experiencias que son tan individuales que otro ensayista las convertiría en el centro de una pieza, como la vez que voló un avión en un loop-de-loop o cuando tuvo una audiencia con el Reina. Aquí son parte de la textura de su comprensión del mundo "y señalaron a The Window Seat como "inteligente, curioso y amplia" 
The New York Times comentó que

"las cavilaciones de Forna se sienten profundamente pero no son sentimentales... sus temas de amplio espectro trazan un camino hacia una especie de libertad, para estar en casa, siempre en otro lado ".

## Premios y reconocimientos
- 2003 Premio Samuel Johnson por The Devil that Danced on the Water.
- 2007 Premio de Legado del Wright Hurston con Piedras de Antepasado.
- 2007 Dublín Internacional Premio Literario (nombramiento), Ancestor Stones.
- 2008 Ganadora de Liberaturpreis, por Ancestor Stones.
- 2010 Premio de Aidoo-Snyder con Ancestor Stones.
- 2010 Premio BBC de Cuento Nacional (nombramiento), "Haywards Brezo"[86]
- 2010 Premio Warwick para Escritura, por The Memory of Love.
- 2011 Premio  Commonwealth Escritores, ganadora con The Memory of Love .
- 2011 Premio de Ficción Femenina, The Memory of Love.
- 2012 Premio Literario Internacional IMPAC de  Dublín   (shortlist), The Memory of Love.
- 2014 Premio Windham de Literatura de Campbell (Ficción), valorado en $150,000 un de los premios más grandes en el mundo de su clase.[87]
- 2016 Premio Internacional  Neustadt para Literatura (finalista)[88]
- 2017 Orden del Imperio Británico por sus servicios a Literatura[28]
- 2019: OkayAfrica "Cien Mujeres"[89]